# Giorgio Armani

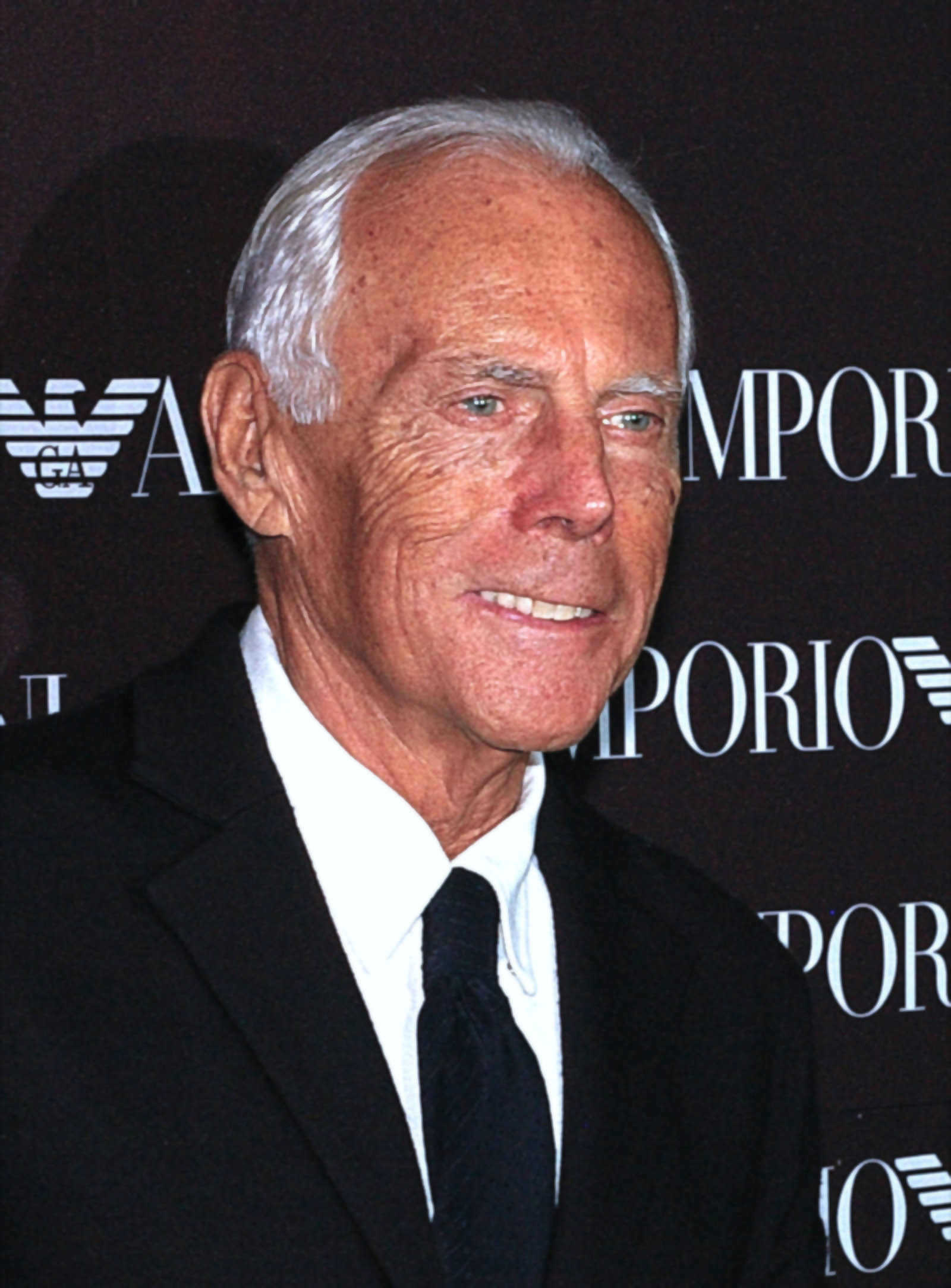
Giorgio Armani (2009)

Giorgio Armani (italienisch [ˈdʒordʒo arˈmaːni]; * 11. Juli 1934 in Piacenza) ist ein italienischer Modedesigner und Unternehmer.
Armani gilt als einer der „größten Modemacher des 20. Jahrhunderts“. Er ist alleiniger Eigentümer des von ihm 1975 gegründeten internationalen Modeunternehmens Giorgio Armani SpA, das in 60 Ländern mehr als 2000 Ladengeschäfte betreibt. Mit einem Vermögen von rund 13 Milliarden US-Dollar rangierte Armani 2023 auf Platz zwei der Forbes-Liste der reichsten Menschen Italiens.

## Leben
Giorgio Armani wurde am 11. Juli 1934 in Piacenza als Sohn von Maria Raimondi und dem als Manager eines Transportunternehmens tätigen Ugo Armani geboren. Er arbeitete nach einem abgebrochenen Medizinstudium zunächst als Schaufensterdekorateur, dann als Ausstellungsarrangeur und wurde dann Modeeinkäufer und Leiter der Herrenmodeboutique des Mailänder Warenhauses La Rinascente. Von 1961 bis 1971 arbeitete er unter Nino Cerruti, für dessen Herrenmarke Hitman er Anzüge entwarf. 1966 lernte Armani seinen späteren Lebensgefährten Sergio Galeotti (1945–1985), einen Architekten, kennen. Er betrieb ab 1970 ein Design-Studio mit ihm und arbeitete freiberuflich für Ungaro und Zegna. 1974 folgte seine erste Kollektion. Ein Jahr darauf gründete Armani zusammen mit Galeotti sein eigenes, nach ihm benanntes Unternehmen. Armani machte sich zunächst mit Herrenmode einen Namen. Elegant geschnittene und stilvolle Anzüge in gedeckten Farben wurden zu seinem Markenzeichen. 1976 folgte sein internationaler Durchbruch. Er expandierte und begann, seine Kreationen auch in den USA zu vertreiben. Dort fungierte er zusätzlich als Kostümausstatter für hochrangige Filmproduktionen, wie The Untouchables – Die Unbestechlichen (1987) oder Ein Mann für gewisse Stunden (1980).
Im Jahr 1980 weitete er sein Sortiment weiter aus und brachte eine erste Damen-Kollektion auf den Markt. Im selben Jahr entwarf er die Uniformen der italienischen Luftwaffe und brachte in Kooperation mit L’Oréal sein erstes Parfüm auf den Markt. 1982 folgte der Damenduft Armani, der als einer der erfolgreichsten Düfte der 1980er Jahre gilt. 1985 starb Armanis Freund und Geschäftspartner Galeotti, der für die Geschäftsführung im Unternehmen verantwortlich war, nach einer zweijährigen Leukämie-Erkrankung an einem Herzinfarkt. Nach Galeottis Tod übernahm Armani dessen 50%igen Anteil am Unternehmen und auch Galeottis Aufgaben.
1991 wurde Giorgio Armani mit dem Ehrendoktor des Royal College of Art ausgezeichnet. In den Folgejahren splittete er die Marke in mehrere Geschäftsfelder auf. Daraus resultierten die Untermarken „Giorgio Armani“, „Emporio Armani“ und „Mani“. Deren Sortiment unterschied sich in Qualität und Preis voneinander. Als Markenzeichen und Unternehmenslogo wählte er für die Modelinien Armani Jeans, Emporio Armani sowie Armani Junior einen stilisierten Adler.
Im Jahr 1996 wurde Armani nach einem Bestechungsvorwurf gegenüber den italienischen Finanzbehörden, der auch Modeunternehmen wie Krizia, Gianfranco Ferré und Versace betraf, in Mailand zu neun Monaten Haft auf Bewährung verurteilt.
1996 begann Armanis enger Freund Eric Clapton, seine Kleidung als Bühnenoutfit zu tragen und weihte kurz danach zwei Emporio Armani Stores in New York City ein. 1997 komponierte Clapton Stücke für Armanis Modenschauen und 1999 leitete Armani eine Party für die Crossroads Auktion in Hollywood für Clapton.

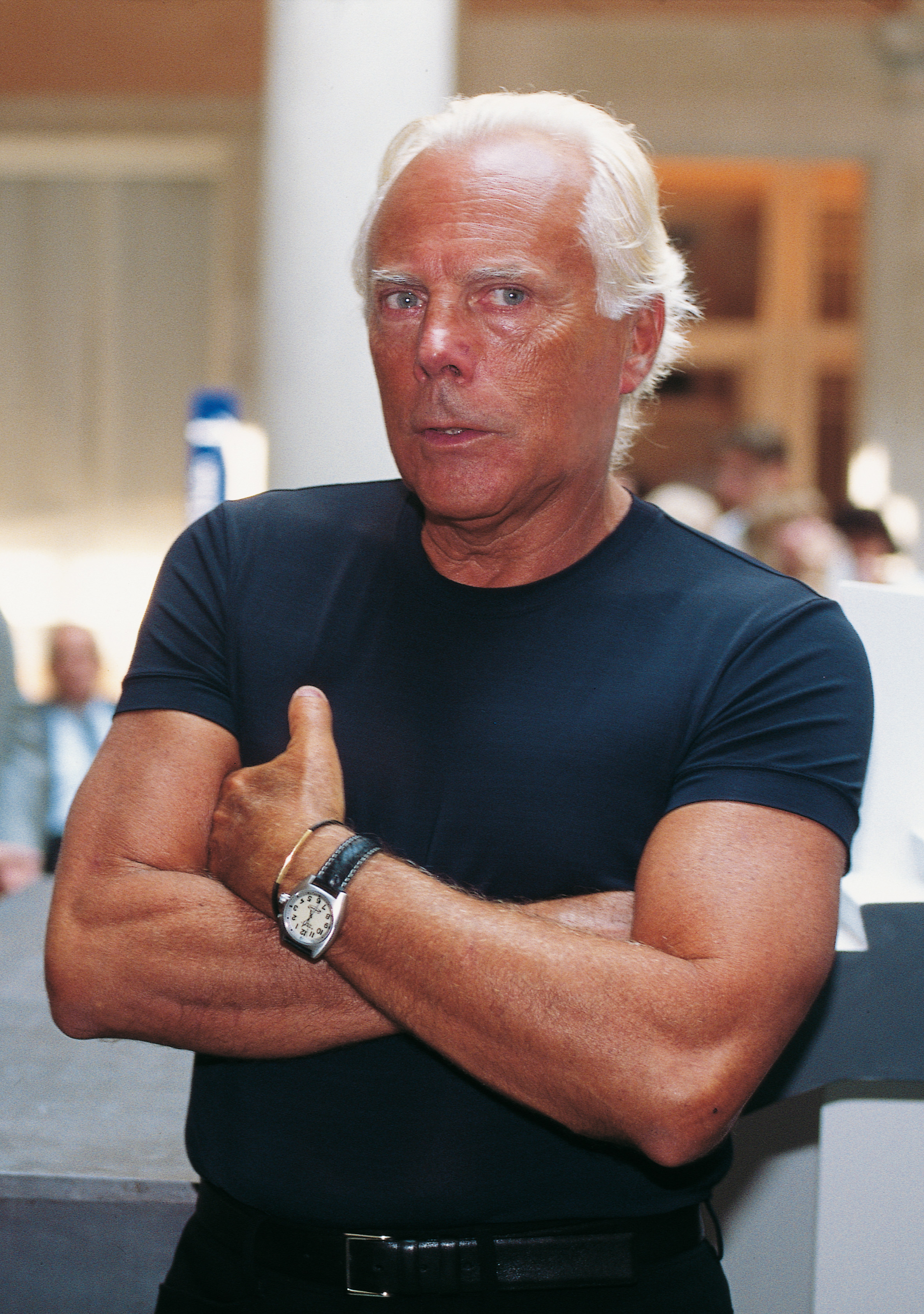
Giorgio Armani (1997)

Im Jahr 2000 erweiterte Armani sein Imperium um eine eigene Kosmetiklinie namens „Armani Cosmetics“. Außerdem begann er Bühnenoutfits für internationale Stars wie Billy Joel und Tina Turner zu entwerfen. 2001 wurde der Armani Firmensitz in eine umgebaute Lebensmittelfabrik verlegt: „Teatro Armani“. Zur Mailänder Modewoche im Jahr 2003 stellte Giorgio Armani das von ihm designte Mercedes-Benz Cabriolet „CLK Giorgio Armani Design Car“ vor.
2008 kaufte Armani den Basketballclub Olimpia Milano, der seither offiziell nach Armanis Sportkollektion EA7 den Namen EA7-Emporio Armani Milano trägt.
Seit Sergio Galeottis Tod kontrolliert Armani (Stand 2007) selbst sämtliche Unternehmensprozesse, wacht über das Markenimage und beaufsichtigt selbst die in Lizenz vergebene Einführung von Unterwäsche, Schwimmbekleidung, Accessoires, von Kinderkleidung sowie Korrektur- und Sonnenbrillen. Armani ist bis heute Allein-Aktionär seines finanziell unabhängigen Unternehmens. Übernahmeofferten von Mode-Großkonzernen wie LVMH in den 1990er Jahren lehnte er stets ab. Einen Börsengang hat er nicht betrieben, weil er kein zusätzliches Geld brauchte und nicht „vom Markt dirigiert“ werden wollte. Seine Schwester Rosanna und deren Familie, wie ihr Sohn Andrea Camerana, sowie die Familie seines verstorbenen älteren Bruders Sergio, wie dessen Töchter Silvana und Roberta Armani, sind Mitarbeiter in seinem Unternehmen.
Der Wert seines Unternehmens wurde Mitte der 2000er Jahre auf etwa fünf Milliarden Euro geschätzt. Anfang der 2010er Jahre wurde Armanis Privatvermögen auf 7,2 Milliarden Euro beziffert.
Giorgio Armani spricht neben Italienisch auch Französisch und etwas Englisch. Er gilt als kompromisslos, mitunter aufbrausend, „detailbesessen und als Asket“. Er tritt gerne in einem schlichten dunkelblauen T-Shirt oder Kaschmir-Pullover auf.

## Auszeichnungen und Ehrungen

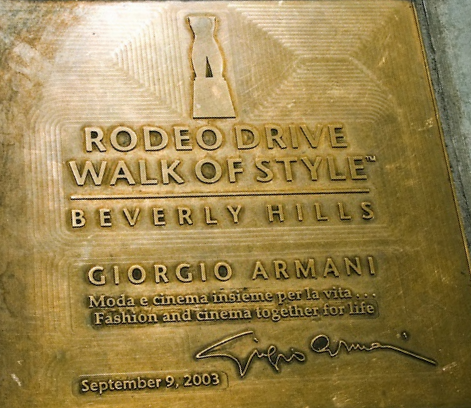
Ehrung auf dem Walk of Style, Beverly Hills

- 1979: Neiman Marcus Award for Distinguished Service in the Field of Fashion[17]
- 1985/86: Ernennung zum Ehrenoffizier bzw. Ehrenritter der Republik Italien
- 1987: CFDA International Award
- 1991: Ehrendoktorwürde des Royal College of Art
- 1993: Ehrendoktor von der Brera Academy of Fine Arts in Mailand.
- 1998: Bambi
- 2000: David di Donatello Preis in Rome
- 2003: Ehrung auf dem Walk of Style
- 2006: Gentlemen’s Quarterly Man Of The Year
- 2006: Leonardo Preis
- 2008: Offizier der Ehrenlegion in Frankreich
- 2009: Bambi in der Kategorie Kreativität
- 2013: Der Oberbürgermeister von New York erklärt den 24. Oktober 2013 zum „Giorgio Armani Day“
- 2014: Compasso d’Oro Award
- 2019: John B. Fairchild Award in New York
- 2019: Outstanding Achievement Award in London.
- 2020: Premio Parete von der Bocconi Universität in Mailand.
- 2023: Ehrendoktor der katholischen Universität in Piacenca im Bereich Global Business Management[18]